# Gleisharfe

Einfaches Gleisbündel oder doppelte Gleisharfe mit je einem Stammgleis links und rechts

Als Gleisharfe, auch Gleisfeld oder Gleisgruppe, bezeichnet man das Aufteilen eines Stammgleises in mehrere, parallel verlaufende Gleise, das aus der Luft betrachtet an eine Harfe erinnert. Dies findet man bei vielgleisigen Bahnhöfen und besonders Rangierbahnhöfen.

## Gleisharfe

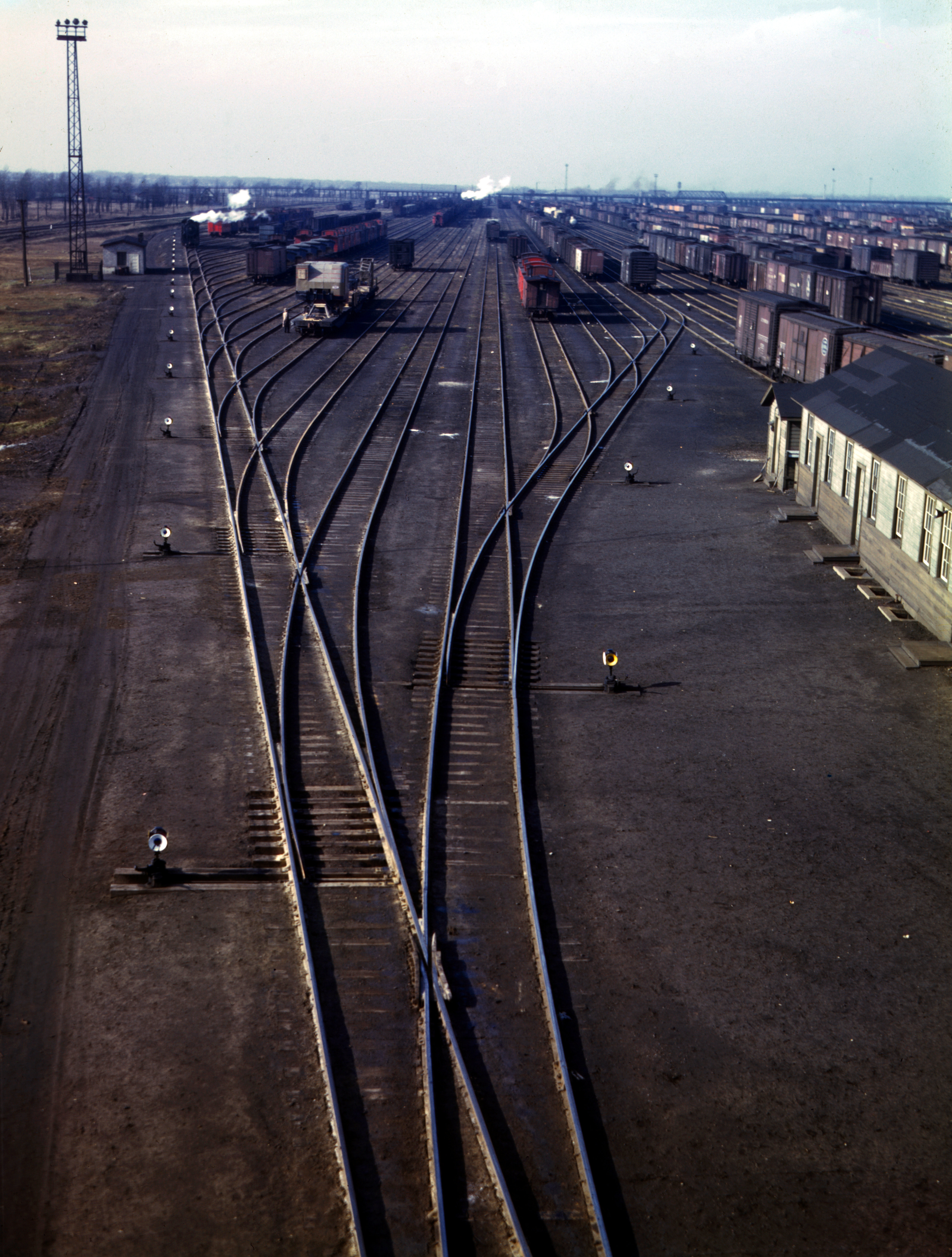
Doppelte Gleisharfe auf dem Proviso Yard der C&NW (1942)

Bei einer Gleisharfe werden die parallelen Gleise so angelegt, dass sie alle nacheinander in einer zentralen Weichenstraße vom Stammgleis abzweigen. Diese Anordnung hat folgende zum Teil positive, aber teils auch negative Eigenschaften:
- Alle Weichen haben die gleiche Bauform.
- Alle Weichen können mit geradem Stammgleis und geradem Herzstück ausgeführt werden.
- Der durchfahrene Bogen (der den gesamten Fahrwiderstand mitbestimmt) ist zweimal der Weichenwinkel.
- Die Gleise haben verschiedene Nutzlängen. Je nach Anwendung kann das ein Vorteil sein (etwa bei Überholgleisen) oder ein Nachteil (i. d. R. bei Rangierbahnhöfen).[3]
- Die Gleise werden über verschieden viele Weichen erreicht, was unterschiedliche Laufzeiten der Wagen bis zum Freifahren der Gleisharfe ergibt. Das ist von Nachteil beim automatisierten Ablaufbetrieb eines Rangierbahnhofs mit Ablaufberg.
- Der Verschleiß der ersten Weichen ist extrem, während die letzten Weichen nur selten befahren werden.
- Bei Defekt der ersten Weiche sind sämtliche Gleise nicht erreichbar.

Der Begriff Gleisfeld wird auch als Bezeichnung einer gesamten, aus mehreren Gleisharfen bestehenden Gleisanlage benutzt. Bei der Gleisfeldbeleuchtung muss insbesondere auf den Schattenwurf abgestellter Fahrzeuge und die Lichtrichtung geachtet werden.

## Gleisbündel

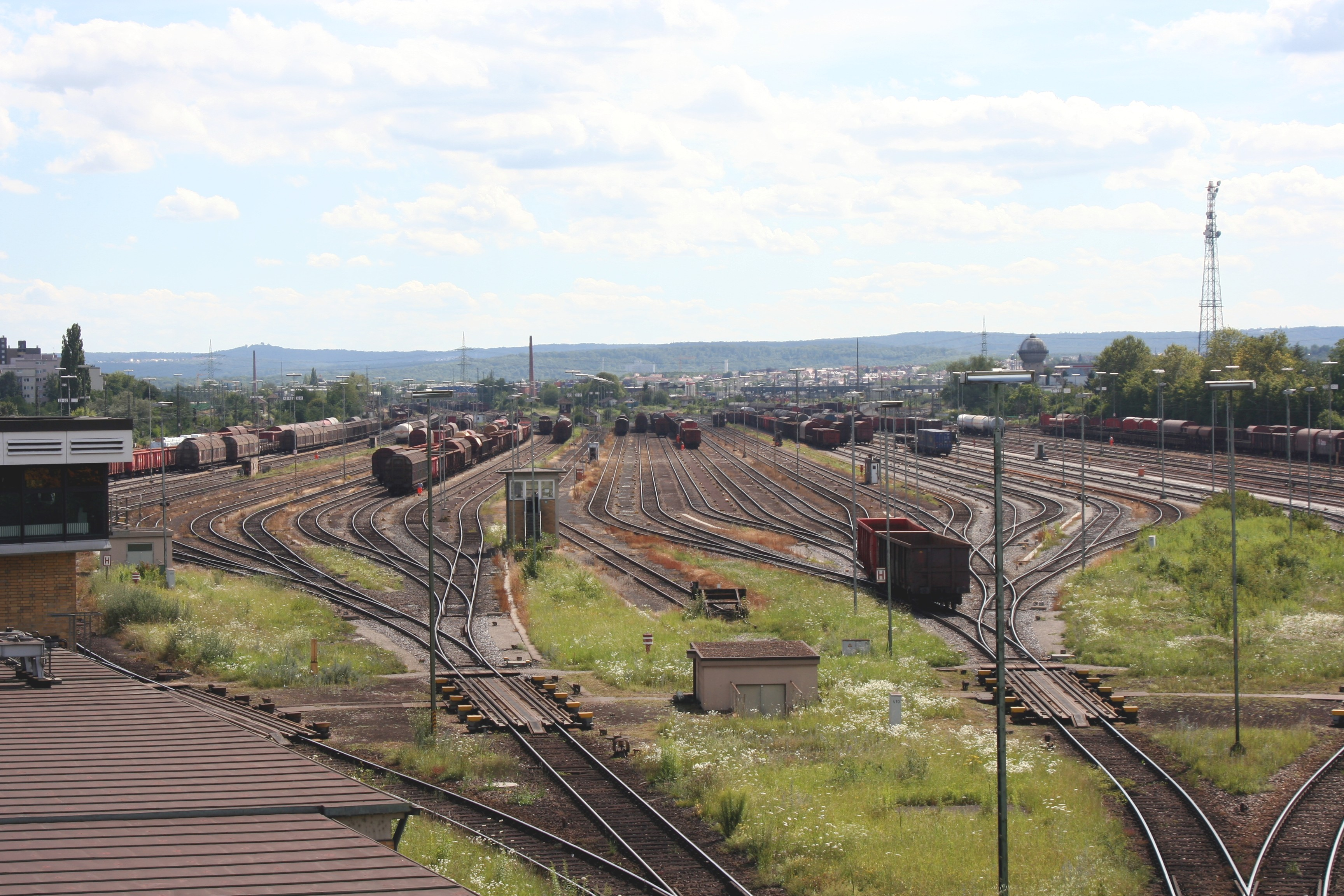
Gleisbündel der Richtungsgruppe des Rangierbahnhofs Kornwestheim

In modernen Rangierbahnhöfen werden statt Gleisharfen in der Regel Gleisbündel verwendet. Dabei werden ausgehend von der ersten Weiche in beide Zweige jeder Weiche weitere Weichen eingelegt, bis die gewünschte Anzahl von Gleisen erreicht ist. Dadurch ergibt sich ein Binärbaum; die Anzahl der Gleise für jede Richtungsgruppe ist somit oft eine Zweierpotenz – wie z. B. die 64 Gleise der Richtungsgruppe Süd-Nord beim Bau des Maschenener Rangierbahnhofs (inzwischen auf 48 Richtungsgleise reduziert).
Ein Gleisbündel erfordert i. d. R. die Anwendung von gebogenen Weichen; außerdem ist die Summe der durchfahrenen Bogen größer als bei der Gleisharfe.
Positive Eigenschaften eines Gleisbündels sind die signifikant kürzere Baulänge und die näherungsweise gleiche Nutzlänge aller Gleise, was insbesondere für Rangierbahnhöfe mit Ablaufberg von Vorteil ist. Dabei werden alle Gleise über die gleiche Anzahl von Weichen erreicht. Auch hier werden die ersten Weichen öfter befahren als die letzten, dafür werden alle Weichen der gleichen Verzweigungsebene im statistischen Mittel gleich oft befahren.